# Brigach
Brigach jedna je od dvije rijeke koje spajanjem tvore rijeku Dunav u saveznoj pokrajini Baden-Württemberg u Njemačkoj. Izvire na 925 m nadmorske visine u blizini mjesta Sankt Georgen u Schwarzwaldu. Teče kroz grad Villingen-Schwenningen 40,4 km od izvora, a u Donaueschingenu spaja se s rijekom Breg i tvori rijeku Dunav.

## Naziv
Ime Brigach je keltskog porijekla i znači "svijetla, čista voda". U tom je području pronađen antički reljef koji ukazuje na štovanje božice Abnobu.

## Geografija